# 바버라 매클린톡
바버라 매클린톡(영어: Barbara McClintock, 1902년 6월 16일~1992년 9월 2일)은 1983년 노벨 생리학·의학상을 수상한 미국의 과학자이자 세포유전학자이다. 1927년 코넬 대학교에서 식물학 박사 학위를 취득했다. 그곳에서 평생의 연구 초점이었던 옥수수 세포유전학 발전의 리더로 경력을 시작했다. 1920년대 후반부터 매클린톡은 염색체와 옥수수 번식 중 염색체가 어떻게 변하는지 연구했다. 매클린톡은 옥수수 염색체를 시각화하는 기술을 개발하고 현미경 분석을 사용하여 많은 기본적인 유전 개념을 입증했다. 이 개념 중 하나는 감수분열 중 염색체 교차를 통한 유전자 재조합이라는 개념이었다. 이는 염색체가 정보를 교환하는 메커니즘이다. 매클린톡은 종종 옥수수에 대한 최초의 유전자 연관 지도를 만들고 염색체 영역을 물리적 특성과 연결시킨 것으로 알려져 있다. 그러나 이 이야기는 Kass(2024)에 의해 수정되었다. 그녀는 유전 정보 보존에 중요한 염색체 영역인 텔로미어와 동원체의 역할을 입증했다. 해당 분야에서 최고로 인정받아 권위 있는 펠로우십을 수여받았고, 1944년 미국국립과학원 회원으로 선출되었다.
1940년대와 1950년대에 매클린톡은 트랜스포존을 발견하고 이를 이용하여 유전자가 물리적 특성을 켜고 끄는 역할을 한다는 것을 입증했다. 옥수수 식물의 한 세대에서 다음 세대로 유전 정보가 억제되고 발현되는 것을 설명하는 이론을 개발했다. 그의 연구와 그 함의에 대한 회의론 때문에 1953년에 데이터를 출판하는 것을 중단했다.
이후 남아메리카의 옥수수 품종의 세포유전학과 민족식물학에 대한 광범위한 연구를 수행했다. 매클린톡의 연구는 1960년대와 1970년대에 다른 과학자들이 1940년대와 1950년대에 옥수수 연구에서 입증했던 유전적 변화와 단백질 발현 메커니즘을 확인하면서 잘 이해되게 되었다. 자신의 분야 기여에 대한 상과 인정이 뒤따랐는데 1983년에 유전적 전이의 발견으로 자신에게 수여된 노벨 생리학·의학상이 포함된다. 2025년 현재 매클린톡은 해당 부문에서 단독 노벨상을 수상한 유일한 여성이다.

## 초기 생애

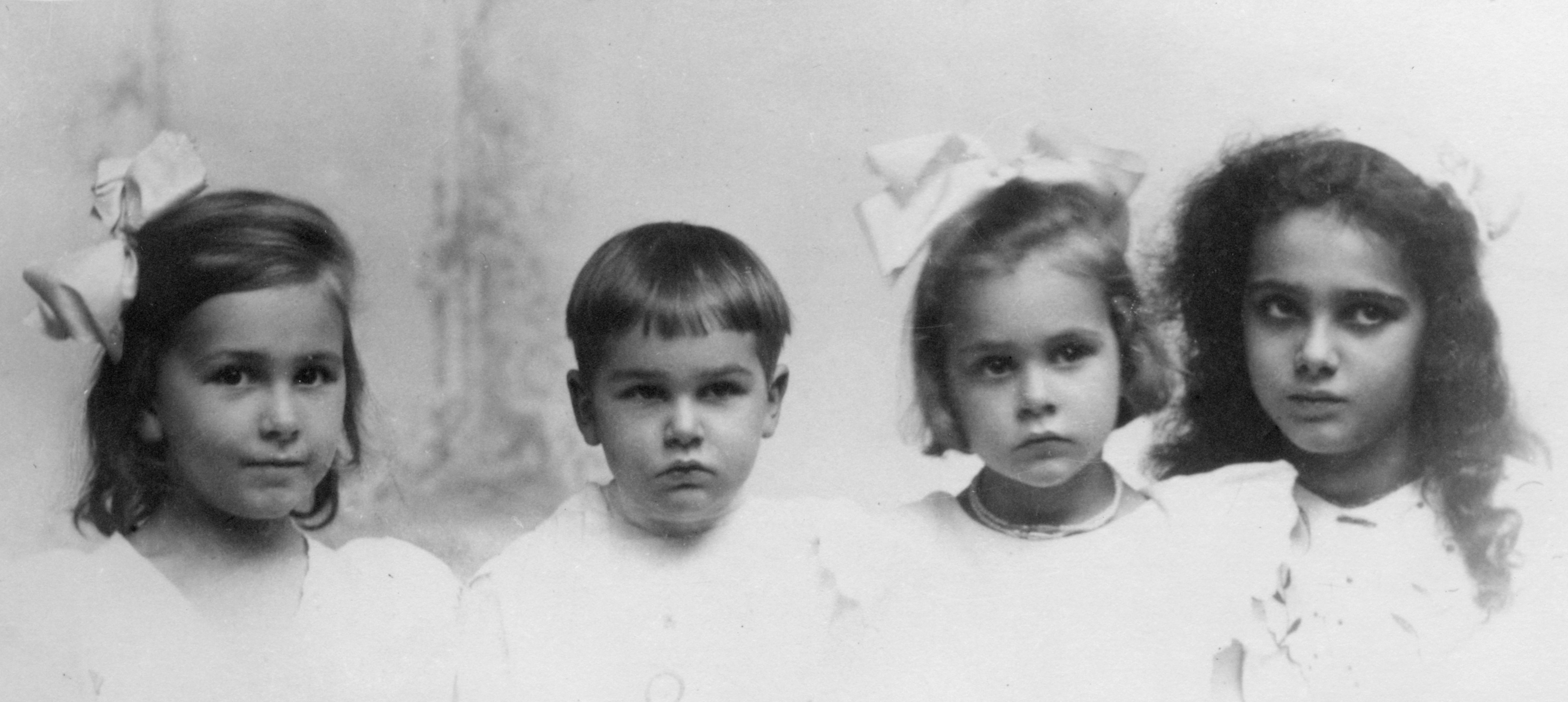
매클린톡 자녀들, 왼쪽부터 미뇽, 말콤 라이더 "톰", 바버라, 마조리

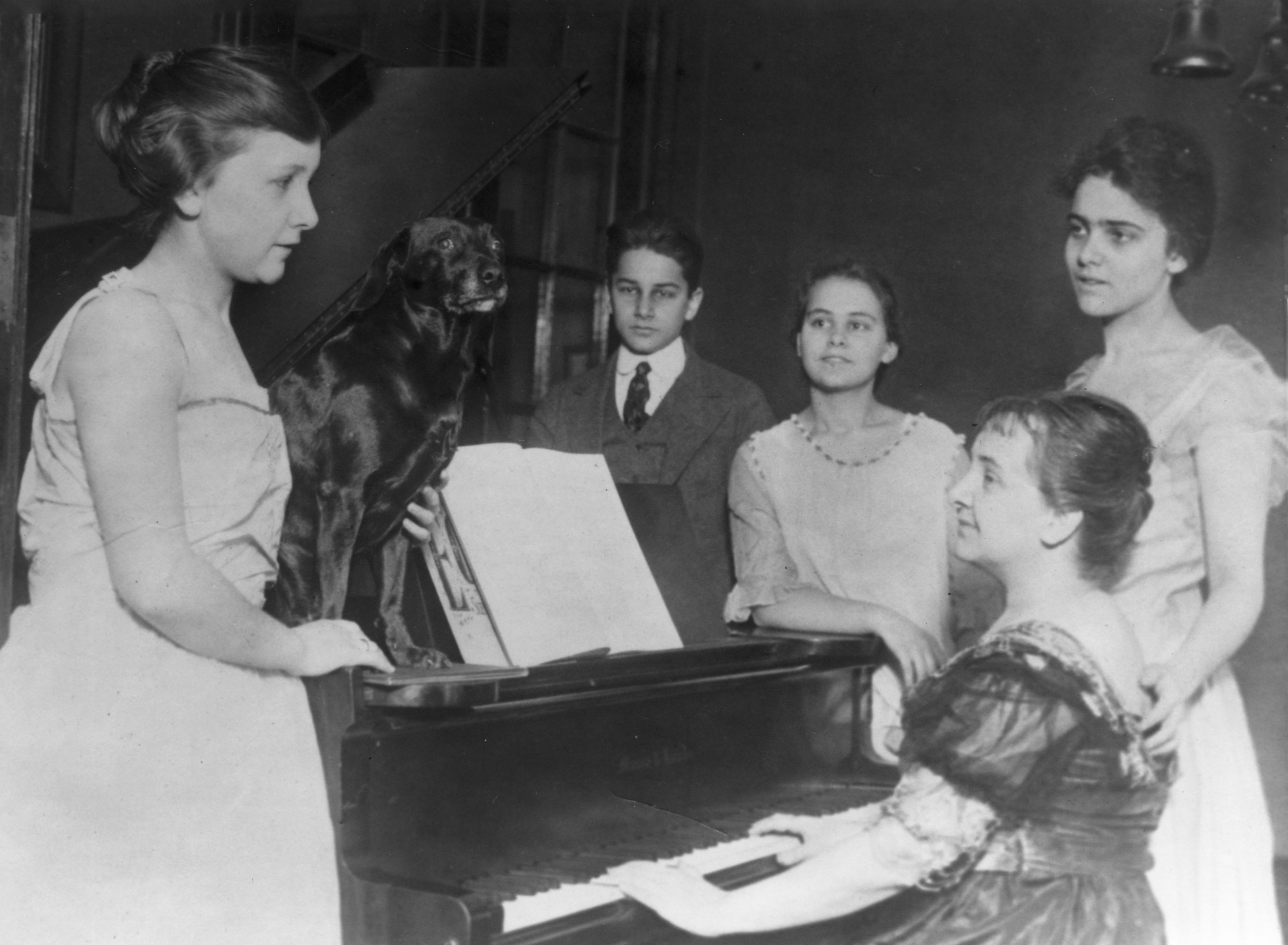
매클린톡 가족, 왼쪽부터 미뇽, 톰, 바버라, 마조리, 사라(피아노 앞에 앉아 있는)

바버라 매클린톡은 1902년 6월 16일 코네티컷 주 하트퍼드에서 엘리너 매클린톡(Eleanor McClintock)으로 태어났다. 그녀는 동종요법 의사 토머스 헨리 매클린톡과 사라 핸디 매클린톡의 네 자녀 중 셋째였다. 토머스 매클린톡은 영국 이민자의 자녀였다. 장녀 마조리는 1898년 10월에 태어났고, 둘째 딸 미뇽은 1900년 11월에 태어났다. 막내 말콤 라이더(톰이라고 불림)는 바버라보다 18개월 늦게 태어났다. 그가 어릴 때 부모는 "여성스럽고" "섬세한" 이름인 엘리너가 그녀에게 적합하지 않다고 판단하고 대신 바버라를 선택했다. 매클린톡은 아주 어릴 때부터 독립적인 아이였으며, 나중에 이를 자신의 "홀로 있을 수 있는 능력"이라고 말했다. 세 살부터 학교에 입학할 때까지 매클린톡은 아버지가 의료 사업을 시작하는 동안 부모의 재정 부담을 줄이기 위해 뉴욕 브루클린의 이모와 삼촌 집에서 살았다. 그녀는 고독하고 독립적인 아이로 묘사되었다. 아버지와 가까웠지만, 어머니와는 어릴 때부터 시작된 긴장된 관계를 가졌다.
매클린톡 가족은 1908년 브루클린으로 이사했고 매클린톡은 그곳 에라스무스 홀 고등학교에서 중등 교육을 마쳤다. 그녀는 1919년에 일찍 졸업했다. 이 이야기는 Kass(2024, p. 11)에 의해 사실이 아닌 것으로 밝혀졌다. 그녀는 1919년에 일찍 졸업하지 않았고, 1919년 6월에 19년 졸업반과 함께 졸업했다. 그녀는 고등학교 시절 과학에 대한 사랑을 발견하고 고독한 성격을 재확인했다. 그녀는 코넬 대학교 농업대학에서 학업을 계속하기를 원했다. 그의 어머니는 그녀가 결혼할 수 없게 될까 봐 매클린톡을 대학에 보내는 것을 반대했는데, 이는 당시 흔한 태도였다. 매클린톡은 대학 입학을 거의 막을 뻔했지만, 아버지가 등록이 시작되기 직전에 허락하여 1919년에 코넬에 입학했다.

## 코넬 대학교에서의 교육 및 연구
매클린톡은 1919년 코넬의 농업 대학에서 공부를 시작했다. 그곳에서 학생회에 참여했고, 여학생 클럽에 가입하도록 초대받았지만 곧 공식적인 단체에 가입하는 것을 선호하지 않는다는 것을 깨달았다. 매클린톡은 여학생 클럽의 반유대주의 정책 때문에 서약을 깨뜨렸다(Kass 2024, p. 18). 대신 매클린톡은 음악, 특히 재즈를 시작했다. 식물학을 공부하여 1923년에 BSc 학위를 받았다. 그의 유전학에 대한 관심은 1921년에 해당 분야에서 첫 강의를 들으면서 시작되었다. 이 강의는 하버드 대학교에서 제공하는 유사한 강의를 기반으로 했으며, 식물 육종가이자 유전학자인 C. B. 허치슨이 가르쳤다. 허치슨은 매클린톡의 관심에 감명받아, 1922년에 코넬의 대학원 유전학 과정에 참여하도록 전화로 초대했다. 매클린톡은 허치슨의 초대를 유전학에 대한 자신의 관심의 촉매제로 꼽았다. "명백히, 이 전화 한 통이 내 미래를 결정했다. 나는 그 후로 유전학에 머물렀다." 여성은 코넬에서 유전학을 전공할 수 없었고, 따라서 1925년과 1927년에 각각 취득한 석사 및 박사 학위는 공식적으로 식물학에서 수여되었다는 보고가 있었지만, 최근 연구에 따르면 매클린톡이 코넬 학생이었던 동안 여성도 코넬 식물 육종학과에서 대학원 학위를 취득할 수 있었다는 것이 밝혀졌다.(Kass 2024, 2장 참조).
대학원 학업 및 식물학 강사로서의 박사후 과정 동안 매클린톡은 옥수수에서 세포유전학이라는 새로운 분야를 연구하는 그룹을 조직하는 데 중요한 역할을 했다. 이 그룹은 식물 육종가와 세포학자들을 한데 모았으며, 마커스 로즈, 미래의 노벨상 수상자 조지 웰스 비들, 그리고 해리엇 크레이튼을 포함했다. 식물 육종학과장인 롤린스 A. 에머슨은 자신이 세포학자는 아니었지만 이러한 노력을 지지했다. (Kass 2024, 4장 참조).
그는 또한 로웰 피츠 랜돌프와 그 다음에는 레스너 W. 샤프의 연구 조교로 일했는데, 둘 다 코넬 식물학자였다. (Kass 2024, 3장 참조).
매클린톡의 세포유전학 연구는 옥수수 염색체를 시각화하고 특징짓는 방법을 개발하는 데 중점을 두었다. 그의 작업의 이 특정 부분은 대부분의 교과서에 포함되었기 때문에 한 세대의 학생들에게 영향을 미쳤다. 또한 카민 염색을 사용하여 옥수수 염색체를 시각화하는 기술을 개발했으며, 10개 옥수수 염색체의 형태를 처음으로 보여주었다. 이 발견은 그가 뿌리 끝이 아닌 소포자의 세포를 관찰했기 때문에 이루어졌다. (Kass 2024, 4장) 염색체의 형태를 연구함으로써 매클린톡은 함께 유전되는 특정 염색체 그룹의 특성을 연관시킬 수 있었다. 마커스 로즈는 매클린톡의 1929년 유전학 논문인 삼배체 옥수수 염색체의 특성 연구가 옥수수 세포유전학에 대한 과학적 관심을 불러일으켰으며, 1929년부터 1935년까지 코넬 과학자들이 이 분야에서 이룬 17가지 중요한 발전 중 10가지를 그녀에게 돌렸다.
1930년에 매클린톡은 감수분열 중 상동 염색체의 십자형 상호작용을 처음으로 기술했다. 이듬해 매클린톡과 크레이튼은 감수분열 중 염색체 교차와 유전적 특성의 재조합 사이의 연관성을 증명했다. (Kass 2024, pp. 75–79). 그들은 현미경으로 본 염색체의 재조합이 새로운 특성과 어떻게 관련되는지 관찰했다. 이때까지 유전자 재조합이 감수분열 동안 일어날 수 있다는 가설만 세워졌을 뿐, 유전적으로 입증되지는 않았다. 매클린톡이 1931년에 옥수수 9번 염색체에 있는 세 유전자의 순서를 보여주는 옥수수에 대한 첫 유전자 지도를 발표했다고 종종 보고되지만 1921년과 1922년에 9번 염색체에 대한 첫 유전자 연관 지도를 발표한 사람은 그의 유전학 교수인 C. B. 허치슨이었다(Kass 2024, p. 50 참조). 매클린톡의 염색체 지도는 유전자 배열이 허치슨이 1921년에 발표한 연관 지도와 일치함을 보여주었다(Kass 2024, p. 51 참조). 이 정보는 그가 크레이튼과 함께 발표한 교차 연구에 필요한 데이터를 제공했으며, 그들은 또한 교차가 상동 염색체뿐만 아니라 자매 염색분체에서도 발생한다는 것을 보여주었다. 1938년에는 동원체에 대한 세포유전학적 분석을 수행하여 동원체의 조직과 기능, 그리고 분열할 수 있다는 사실을 기술했다.
매클린톡의 획기적인 출판물과 동료들의 지지 덕분에 그는 국립 연구 위원회로부터 여러 박사후 연구원 펠로우십을 받게 되었다. 이 자금 지원으로 매클린톡은 코넬, 미주리 대학교, 그리고 E. G. 앤더슨과 함께 일했던 캘리포니아 공과대학교에서 유전학 연구를 계속할 수 있었다. 1931년과 1932년 여름 동안 그는 유전학자 루이스 스태들러와 함께 미주리 대학교에서 일했는데, 스태들러는 그에게 엑스선을 돌연변이원으로 사용하는 방법을 소개했다. 엑스선에 노출되면 자연적인 배경 수준보다 돌연변이율이 높아져 유전학 연구에 강력한 도구가 된다. 엑스선 돌연변이 유발 옥수수에 대한 연구를 통해 매클린톡은 방사선 손상 후 단일 염색체의 말단이 융합될 때 형성되는 고리 염색체를 발견했다. 매클린톡은 1931년에 옥수수에서 첫 번째 고리 염색체를 발견했지만, 첫 번째 고리 염색체는 그가 스태들러와의 첫 연구에서 인용한 마이클 나바신이 처음 보고했다(Kass 2024, p. 79). 이 증거를 바탕으로 매클린톡은 염색체 말단에 안정성을 보장하는 구조가 있어야 한다고 가설을 세웠다. 그는 감수분열 시 고리 염색체의 손실이 방사선 조사 이후 세대의 옥수수 잎에 변이를 유발한다는 것을 보여주었는데, 이는 염색체 결실로 인한 것이었다. 이 기간 동안 그녀는 옥수수 6번 염색체의 한 영역에 핵소체 형성 부위가 존재한다는 것을 입증했는데 이 부위는 핵소체의 조립에 필요하다. 1933년에는 비상동 재조합이 일어날 때 세포가 손상될 수 있다는 것을 입증했다. 같은 기간 동안 매클린톡은 염색체 끝이 텔로미어에 의해 보호된다고 가설을 세웠다.
매클린톡은 구겐하임 재단으로부터 펠로우십을 받아 1933년과 1934년에 독일에서 6개월간 훈련을 받을 수 있었다. 그는 매클린톡과 크레이튼이 초파리에서 교차를 시연한 지 불과 몇 주 만에 같은 것을 시연한 쿠르트 슈테른과 함께 일할 계획이었다. 그러나 슈테른은 미국으로 이민을 갔다. 대신 매클린톡은 베를린 카이저 빌헬름 생물학 연구소의 소장이었던 유전학자 리처드 B. 골드슈미트와 함께 일했다. 그녀는 유럽의 고조되는 정치적 긴장 속에서 일찍 독일을 떠나 코넬로 돌아왔지만, 대학에서 여성 교수를 고용하지 않는다는 사실을 알게 되었다. 여기에 인용된 것과 같은 이야기들은 문서화되지 않은 증거에 기반한다. Kass 2024에는 매클린톡이 독일에서 5개월만 보낸 후 코넬로 돌아와 코넬에서 일했다는 증거가 있다. 에머슨은 그를 식물 육종학과 조교로 고용했고 매클린톡은 독립적인 연구를 수행하여 미주리 대학교 조교수직을 제안받았다(Kass 2024, pp. 92-95). 1936년에 매클린톡은 루이스 스태들러가 컬럼비아의 미주리 대학교 식물학과에서 제안한 조교수직을 수락했다. 코넬에 있을 때 그는 에머슨의 노력으로 얻은 2년 기한의 록펠러 재단 보조금으로 지원을 받았다.

## 미주리 대학교에서의 재직
미주리 대학교 재직 기간 동안 매클린톡은 옥수수 세포유전학에 대한 엑스선의 영향에 대한 연구를 확대했다. 매클린톡은 엑스선 처리된 옥수수 세포에서 염색체의 파괴와 융합을 관찰했다. 그는 또한 일부 식물에서는 배젖 세포에서 자발적인 염색체 파괴가 발생한다는 것을 보여줄 수 있었다. 체세포 분열 과정에서 그는 염색체 복제 후 부러진 염색분체 끝이 다시 연결되는 것을 관찰했다. 체세포 분열 후기에 부러진 염색체는 염색분체가 세포 극으로 이동할 때 끊어지는 염색분체 다리를 형성했다. 끊어진 끝은 다음 체세포 분열의 간기에 다시 연결되었고, 이 주기가 반복되어 대규모 돌연변이를 유발했으며 이를 배젖의 변이로 감지할 수 있었다. 이 파괴-재결합-교차 주기는 여러 가지 이유로 핵심적인 세포유전학적 발견이었다. 첫째, 염색체의 재결합이 무작위적인 사건이 아니라는 것을 보여주었고, 둘째, 대규모 돌연변이의 원인을 입증했다. 이러한 이유로 오늘날에도 암 연구에서 관심 분야로 남아 있다.
매클린톡은 미주리에서 연구가 진전되고 있었지만, 대학에서의 자신의 지위에 만족하지 못했다. 그는 교수 회의에서 제외되었고 다른 기관에서 이용 가능한 자리에 대해 알지 못했다고 회고했다. 1940년에 그는 찰스 번햄에게 "다른 직업을 찾아야겠다고 결심했습니다. 제가 알아본 바에 따르면, 여기서는 더 이상 할 일이 없습니다. 저는 연봉 3,000달러의 조교수이고, 그것이 저의 한계라고 확신합니다"라고 썼다. 처음에는 매클린톡의 자리가 스태들러에 의해 자신을 위해 특별히 만들어졌으며 그의 대학 재직에 따라 달라질 수 있었다. 매클린톡은 미주리에서 정년 보장을 받지 못할 것이라고 생각했지만, 일부 증언에 따르면 그는 1942년 봄에 미주리에서 승진 제안을 받을 것이라는 것을 알고 있었다. 최근 증거는 매클린톡이 스태들러가 칼텍으로 떠날 경우 자신의 직업이 위태로워질 수 있다는 것을 발견한 후 고용주와 대학 행정부에 대한 신뢰를 잃었기 때문에 미주리를 떠나기로 결정했을 가능성이 더 높다는 것을 보여준다. 대학의 스태들러에 대한 보복은 매클린톡의 감정을 증폭시켰다. (Kass 2024, 6장).
1941년 초, 매클린톡은 다른 곳에서 교수 자리를 찾기 위해 미주리에서 휴직했다. 그는 컬럼비아 대학교에서 방문 교수로 일했는데 그곳에는 그의 전직 코넬대 동료인 마커스 로즈가 교수였다. 로즈는 또한 롱아일랜드의 콜드스프링하버에 있는 자신의 연구 분야를 공유하겠다고 제안했다. 1941년 12월, 밀리슬라프 데메레츠, 즉 새로 임명된 카네기 연구소 유전학과 콜드스프링하버 연구소의 임시 책임자로부터 임시 연구직을 제안받았다. 매클린톡은 주저했지만 그의 초대를 수락하고 1943년 정규 직원이 되었다.(Kass 2024, p. 128).

## 콜드스프링하버 연구소에서의 활동
1년 임시직 후 매클린톡은 콜드스프링하버 연구소의 정규 연구직을 수락했다. 그곳에서 그는 매우 생산적이었고, 분열-융합-교차 주기 연구를 계속하여 엑스선을 새로운 유전자 매핑 도구로 대체하는 데 사용했다. 1944년, 이 시기 유전학 분야에서의 그의 탁월한 업적을 인정받아 매클린톡은 국립과학원 회원으로 선출되었는데, 이는 세 번째 여성 회원이었다. 이듬해 매클린톡은 미국 유전학회 최초의 여성 회장이 되었으며, 1939년에는 부회장으로 선출되었다. 1944년 매클린톡은 조지 웰스 비들의 제안으로 붉은빵곰팡이에 대한 세포유전학적 분석을 수행했다. 비들은 곰팡이를 사용하여 한 유전자-한 효소 관계를 입증했다. 그를 스탠퍼드로 초대하여 연구를 수행하도록 했다. 매클린톡은 N. crassa의 염색체 수, 즉 핵형을 성공적으로 기술하고 종의 전체 생활 주기를 설명했다. 비들은 "바버라는 스탠퍼드에서 두 달 동안 다른 모든 세포학 유전학자들이 모든 형태의 곰팡이에 대해 이전까지 해왔던 것보다 뉴로스포라 세포학을 더 많이 정리했다"고 말했다. N. crassa는 그 이후 고전적 유전 분석을 위한 모델 종이 되었다.

### 조절 인자 발견

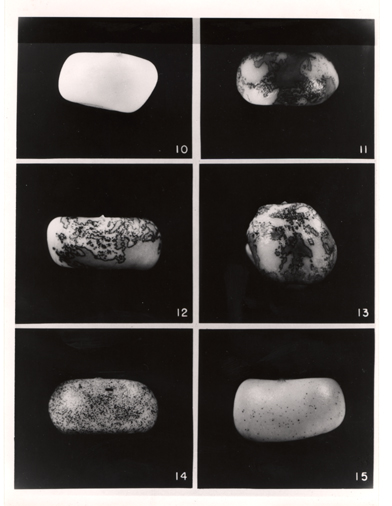
Ac/Ds와 옥수수의 모자이크 색상 조절의 관계. 10번 씨앗은 무색이다. Ac 요소가 존재하지 않으며, Ds는 안토시아닌이라는 색소 합성을 억제한다. 11번부터 13번까지는 Ac 요소가 하나 존재한다. Ds는 움직일 수 있으며, 일부 안토시아닌이 생성되어 모자이크 패턴을 만든다. 14번 패널의 씨앗에는 Ac 요소가 두 개 있으며, 15번 패널에는 세 개 있다.

1944년 여름 콜드스프링하버 연구소에서 매클린톡은 옥수수 씨앗의 모자이크 색상 패턴과 이 모자이크 현상의 불안정한 유전 메커니즘에 대한 체계적인 연구를 시작했다. 그는 Dissociation (Ds)과 Activator (Ac)라는 두 개의 새로운 우성 및 상호작용하는 유전 유전자자리를 확인했다. 매클린톡은 Dissociation이 염색체를 분리하거나 파괴하는 것뿐만 아니라, Activator가 함께 존재할 때 주변 유전자에도 다양한 영향을 미치며, 특정 안정적인 돌연변이를 불안정하게 만들기도 한다는 것을 발견했다. 1948년 초, 매클린톡은 Dissociation과 Activator가 모두 염색체 상에서 전이하거나 위치를 바꿀 수 있다는 놀라운 발견을 했다.
통제된 교배를 통해 여러 세대의 옥수수 알갱이 색상 패턴 변화를 통해 Ac와 Ds의 전이 효과를 관찰하고, 복잡한 현미경 분석을 통해 두 유전자자리 사이의 관계를 설명했다. Ac가 9번 염색체에서 Ds의 전이를 제어하며, Ds의 이동은 염색체 파괴를 동반한다고 결론지었다. Ds가 이동하면 호분층-색 유전자는 Ds의 억제 효과에서 벗어나 활성 형태로 변형되어 세포에서 색소 합성을 시작한다. 다른 세포에서의 Ds의 전이는 무작위적이어서, 일부 세포에서는 이동하지만 다른 세포에서는 이동하지 않을 수 있으며, 이는 색상 모자이크 현상을 유발한다. 씨앗의 색깔 반점의 크기는 분리 시 씨앗 발달 단계에 따라 결정된다. 매클린톡은 또한 Ds의 전이가 세포 내 Ac 사본 수에 의해 결정된다는 것을 발견했다.
1948년과 1950년 사이에 그녀는 이러한 이동성 요소가 유전자의 작용을 억제하거나 조절함으로써 유전자를 조절한다는 이론을 개발했다. 매클린톡은 Dissociation과 Activator를 유전자와 구별하기 위해 "조절 단위"—나중에는 "조절 요소"—라고 불렀다. 그는 유전자 조절이 동일한 게놈을 가진 세포로 구성된 복잡한 다세포 생물이 어떻게 다른 기능을 가진 세포를 가지는지 설명할 수 있다고 가설을 세웠다. 매클린톡의 발견은 게놈이 세대 간에 전달되는 정적 명령 집합이라는 개념에 도전했다. 1950년에 Ac/Ds에 대한 연구와 유전자 조절에 대한 자신의 생각을 "옥수수 돌연변이 유전자좌의 기원과 행동"이라는 제목의 논문으로 미국 국립 과학원 회보에 발표했다. 1951년 여름에 콜드스프링하버 연구소 연례 심포지엄에서 "옥수수 돌연변이 유전자좌의 기원과 행동"이라는 같은 제목의 논문을 발표했다. 이 논문은 Ds와 Ac 또는 Ac만의 존재로 인해 4개의 유전자에서 발생하는 불안정성, 그리고 이 유전자들이 예측할 수 없이 야생형 표현형으로 되돌아가는 경향을 심층적으로 다루었다. 그는 또한 서로 상호작용하지 않는 전이 유전자 "패밀리"를 식별했다.

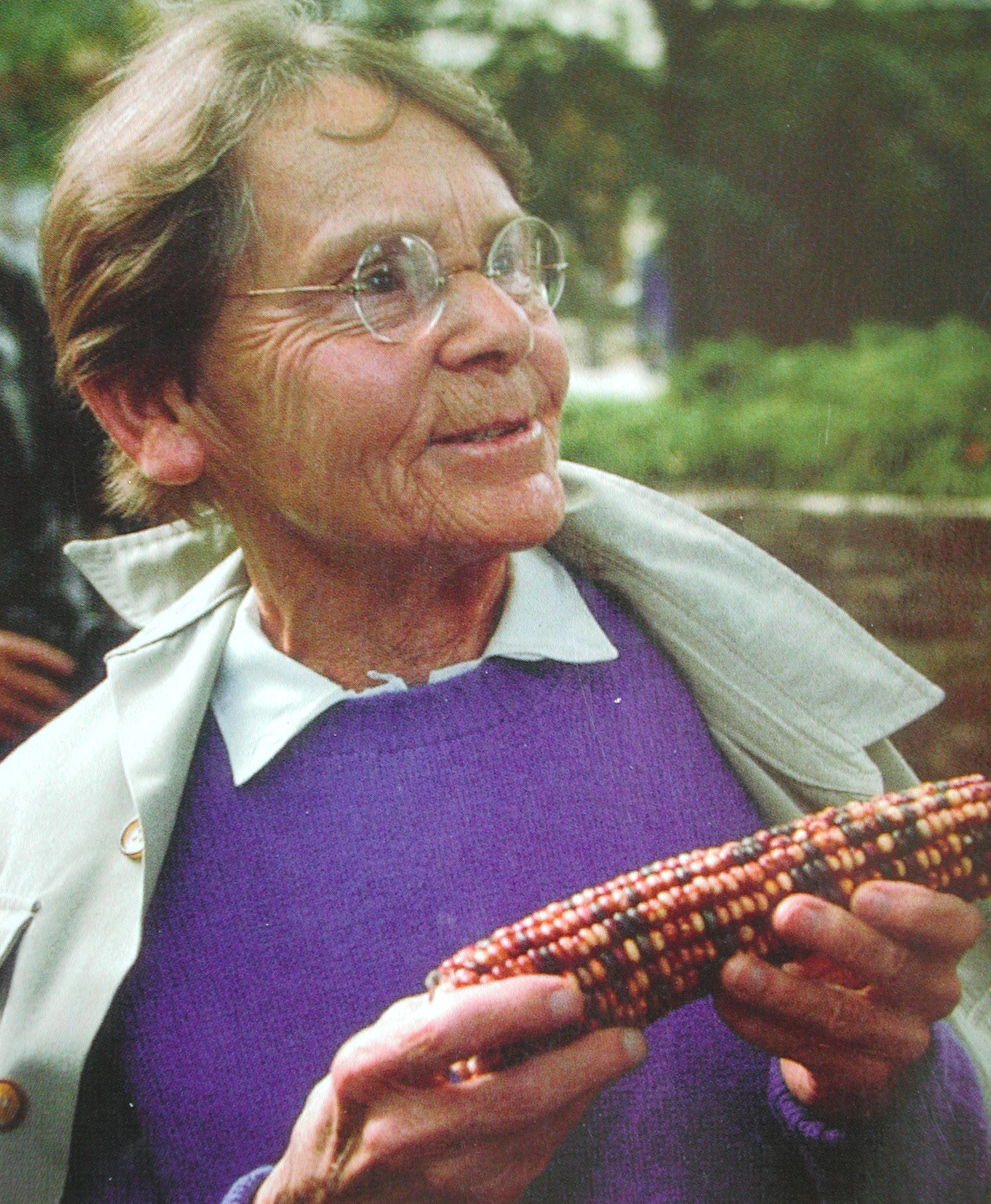
매클린톡과 그녀의 연구 결과 중 하나

매클린톡의 조절 요소 및 유전자 조절에 대한 연구는 개념적으로 어려웠고 동시대 사람들에게 즉시 이해되거나 받아들여지지 않았다. 그는 자신의 연구에 대한 반응을 "당혹감, 심지어 적대감"이라고 묘사했다. 그럼에도 불구하고 매클린톡은 조절 요소에 대한 자신의 아이디어를 계속 발전시켰다. 1953년에 유전학 저널에 모든 통계 데이터를 제시하는 논문을 발표했으며, 1950년대 내내 대학을 순회하며 자신의 연구에 대해 강연했다. 계속해서 이 문제를 조사하고 Suppressor-mutator (Spm)라고 부르는 새로운 요소를 식별했는데 이는 Ac/Ds와 유사하지만 더 복잡한 방식으로 작용한다. Ac/Ds처럼 일부 버전은 스스로 전이할 수 있고 일부는 그렇지 못했다. Ac/Ds와 달리, Spm이 존재할 경우 돌연변이 유전자의 발현을 완전히 억제했다. 다른 과학자들의 자신의 연구에 대한 반응을 바탕으로 매클린톡은 과학 주류로부터 소외될 위험이 있다고 느꼈고, 1953년부터 조절 요소에 대한 자신의 연구 결과를 발표하는 것을 중단할 수밖에 없었다. (Kass 2024, p. 165)에서 그녀가 출판을 중단한 또 다른 가설이 제시된다.

### 옥수수의 기원

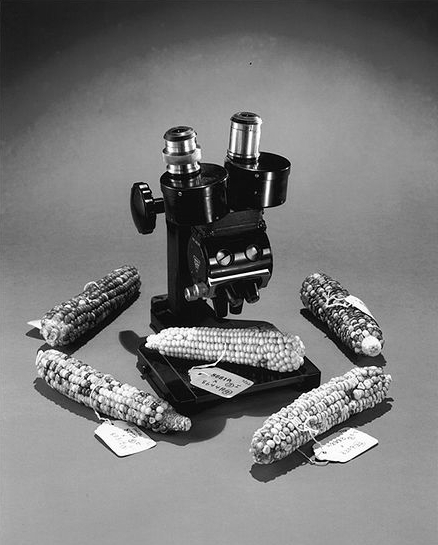
국립 자연사 박물관에 전시된 매클린톡의 현미경과 옥수수 이삭

1957년 매클린톡은 미국국립과학원으로부터 중앙아메리카와 남아메리카의 토종 옥수수 품종에 대한 연구를 시작하기 위한 자금을 받았다. 염색체 변화를 통한 옥수수 진화 연구에 관심이 있었고, 남아메리카에 있으면 더 큰 규모로 작업할 수 있을 것이었다. 매클린톡은 다양한 옥수수 품종의 염색체, 형태학적, 진화적 특성을 탐구했다. 1960년대와 1970년대에 광범위한 연구를 거쳐 매클린톡과 그의 협력자들은 기념비적인 연구인 "옥수수 품종의 염색체 구성"을 발표하여 고식물학, 민족식물학, 그리고 진화생물학에 큰 영향을 미쳤다. 멕시코와 남아메리카 옥수수 품종의 세포유전학에 대한 매클린톡의 연구와 영향에 대한 자세한 내용은 Kass (2024, 9장)를 참조.

### 재발견
매클린톡은 1967년 카네기 연구소에서 공식적으로 은퇴했으며, 워싱턴 카네기 연구소의 명예 연구원으로 임명되었다. 이 영예로 콜드스프링하버 연구소에서 명예 과학자로 대학원생 및 동료들과 계속 작업할 수 있었으며 그 마을에 살았다. 20년 전에 조절 요소에 대한 자신의 연구 결과를 자세히 발표하는 것을 중단하기로 한 결정과 관련하여 매클린톡은  1973년에 이렇게 썼다.
수년 동안 나는 어떤 특별한 경험을 통해 내가 알게 된 것을 다른 사람의 암묵적인 가정의 본질에 대해 의식하게 하는 것이 불가능하지는 않더라도 어렵다는 것을 발견했습니다. 이는 1950년대에 유전자의 작용이 조절되어야 하며 조절되었다는 것을 유전학자들에게 설득하려는 나의 시도에서 고통스럽게 분명해졌습니다. 이제 옥수수에서 조절 요소의 본질과 그것들의 작용 방식에 대해 많은 사람들이 고정관념을 가지고 있다는 것을 인식하는 것도 똑같이 고통스럽습니다. 개념적 변화를 위한 적절한 시간을 기다려야 합니다.
매클린톡의 기여의 중요성은 1960년대에 프랑수아 자코브와 자크 모노 등 프랑스 유전학자들이 락 오페론의 유전자 조절을 설명했을 때 드러났는데, 이는 그가 1951년에 Ac/Ds로 입증했던 개념이다. 자코브와 모노의 1961년 Journal of Molecular Biology 논문 "단백질 합성에 있어서의 유전자 조절 메커니즘"에 이어 매클린톡은 아메리칸 내추럴리스트에 락 오페론과 옥수수 조절 요소에 대한 자신의 연구를 비교하는 논문을 썼다. 20세기 후반까지도 매클린톡의 생물학적 기여는 유전자 조절의 발견으로 널리 인정받지 못했다. 이 이야기에 대한 설명은 Kass (2024, pp. 189-191)를 참조하라.
매클린톡은 1960년대 후반과 1970년대 초반에 다른 연구자들이 세균, 효모, 박테리오파지에서 전이 과정을 마침내 발견한 후에 전이를 발견한 공로를 널리 인정받았다. 이 시기에 분자생물학은 중요한 새로운 기술을 개발했고, 과학자들은 전이의 분자적 기반을 보여줄 수 있었다. 1970년대에 Ac와 Ds는 다른 과학자들에 의해 클론되었고 클래스 II 트랜스포존임이 밝혀졌다. Ac는 기능성 전이효소를 생산할 수 있는 완전한 트랜스포존으로, 이 효소는 유전체 내에서 요소가 이동하는 데 필요하다. Ds는 전이효소 유전자에 돌연변이가 있어 다른 전이효소 공급원 없이는 이동할 수 없다. 따라서 매클린톡이 관찰했듯이, Ds는 Ac가 없을 때 움직일 수 없다. Spm도 트랜스포존으로 특징지어졌다. 이후 연구는 트랜스포존이 세포가 방사선 조사나 분열-융합-교차 주기와 같은 스트레스를 받지 않는 한 일반적으로 이동하지 않으며, 따라서 스트레스 시 활성화가 진화를 위한 유전적 변이의 원천이 될 수 있음을 보여주었다. 매클린톡은 다른 연구자들이 그 개념을 이해하기 훨씬 전에 진화와 게놈 변화에서 트랜스포존의 역할을 이해했다. 오늘날 Ac/Ds는 식물 생물학에서 유전자 기능 특성화를 위해 사용되는 돌연변이 식물을 생성하는 도구로 사용된다.

## 영예와 인정
1947년에 매클린톡은 미국 대학 여성 협회로부터 공로상을 수상했고 1959년에 미국 예술 과학 아카데미 회원으로 선출되었다. 1967년에 매클린톡은 킴버 유전학상을 수상했다. 3년 후인 1970년에는 리처드 닉슨에 의해 국가 과학 메달을 수여받았다. 그는 국가 과학 메달을 수상한 최초의 여성이었다.
콜드스프링하버는 1973년에 자신의 이름을 따서 건물을 명명했다. 그녀는 1978년에 루이스 앤 버트 프리드먼 재단상과 루이스 S. 로젠스틸상을 수상했다. 1981년에는 맥아더 재단의 첫 수상자가 되었고 앨버트 래스커 기초 의학 연구상, 울프 의학상 그리고 미국 유전학회로부터 토머스 헌트 모건 메달을 수여받았다. 1982년에는 콜럼비아 대학교로부터 "유전 정보의 진화와 그 발현의 제어"에 대한 연구로 루이자 그로스 호르위츠상을 수상했다.
가장 주목할 만한 것은 1983년 노벨 생리학·의학상을 수상한 것으로, 단독으로 이 상을 수상한 최초의 여성이자, 과학 분야에서 단독 노벨상을 수상한 최초의 미국 여성이었다. 이 상은 노벨 재단이 "이동성 유전 요소"를 발견한 공로로 그에게 수여했다. 이는 그가 조절 요소 현상을 처음 기술한 지 30년이 넘는 세월이 흐른 뒤였다. 매클린톡은 수상 당시 스웨덴 한림원에 의해 과학적 경력 면에서 그레고어 멘델에 비유되었다. 노벨상 수상과 그 한계, 그리고 지연된 수상의 이유는 Kass (2024, pp. 236–247)에 자세히 설명되어 있다.

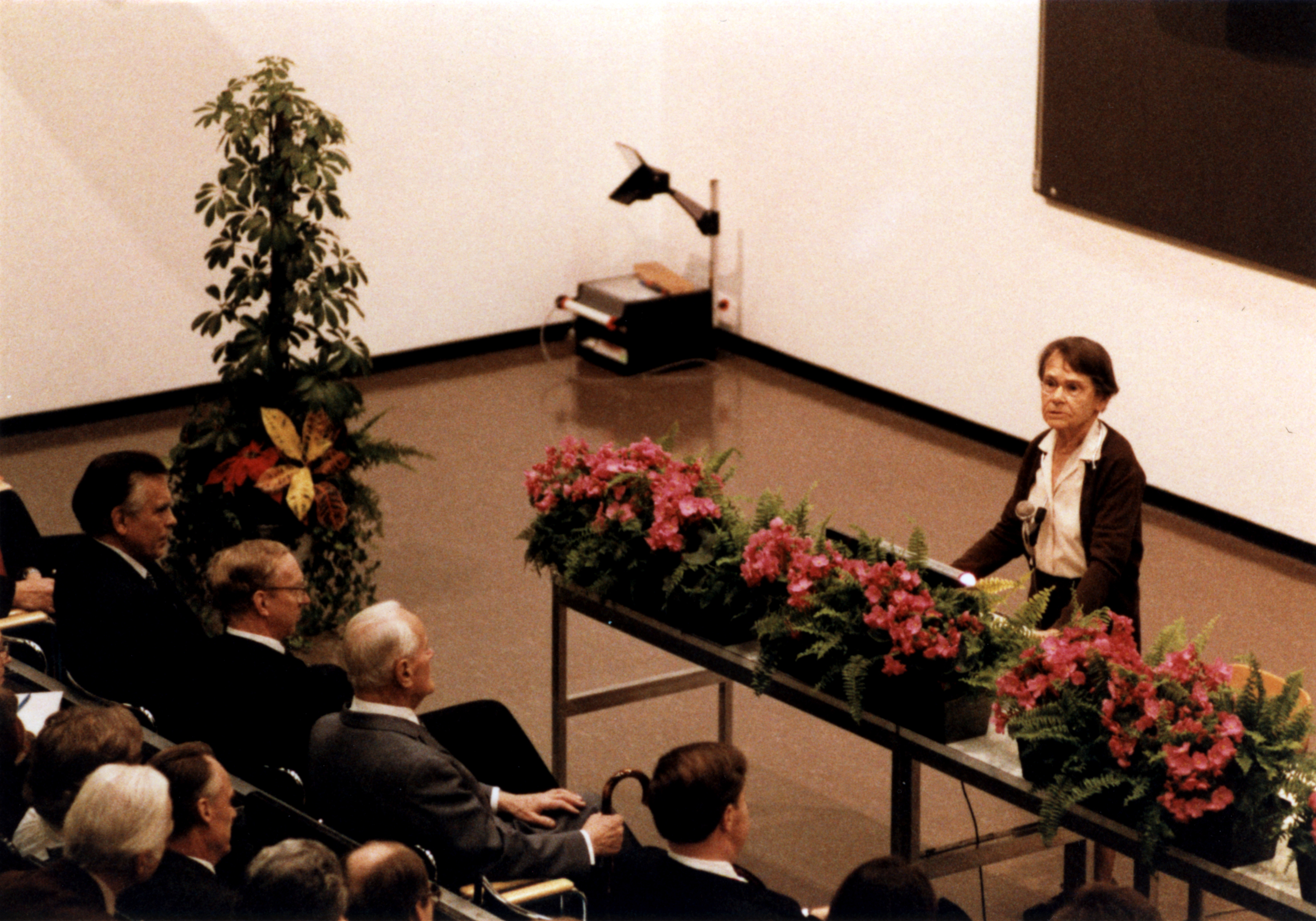
매클린톡이 노벨상 강연을 하고 있는 모습(1983년)

1989년에 왕립학회 외국인 회원으로 선출되었다. 1993년에 미국철학학회의 벤자민 프랭클린 과학 공로 메달을 수상했다. 이전에 1946년에 미국철학학회 회원으로 선출되었다. 또한 14개의 명예 과학 박사 학위와 명예 인문학 박사 학위를 받았다. 1986년에는 전미 여성 명예의 전당에 헌액되었다. 말년에 매클린톡은 더 공개적인 삶을 살았는데 특히 에블린 폭스 켈러의 1983년 그의 전기인 "유기체에 대한 감각"이 매클린톡의 이야기를 대중에게 알린 후였다. 매클린톡은 콜드스프링하버 커뮤니티에 꾸준히 참석하여 젊은 과학자들을 위해 이동성 유전 요소와 유전학 연구의 역사에 대해 강연했다. 그의 43개 출판물을 모아놓은 "전이성 요소의 발견과 특성화: 바버라 매클린톡의 수집된 논문"이 1987년에 출판되었다.
매클린톡상은 자신의 이름을 따서 명명되었다. 이 상의 수상자로는 데이비드 볼콤, 데틀레프 바이겔, 로버트 A. 마르텐시엔, 제프리 D. 팔머 및 수잔 R. 웨슬러가 있다.
2005년 5월, 미국 우정청은 바버라 매클린톡, 리처드 파인만, 조사이어 윌러드 기브스, 존 폰 노이만을 기리는 1등급 기념 우표 패널을 여러 구성으로 발행했다.
2024년 5월, 식물 종인 Stellaria mcclintockiae가 그의 이름을 따서 명명되었다.

## 말년
매클린톡은 노벨상 수상 후 말년을 뉴욕 롱아일랜드의 콜드스프링하버 연구소에서 핵심적인 리더이자 연구원으로 보냈다. 1992년 9월 2일 90세의 나이로 뉴욕주 헌팅턴에서 자연사했다. 결혼하지 않았고 자녀도 없었다.

## 유산

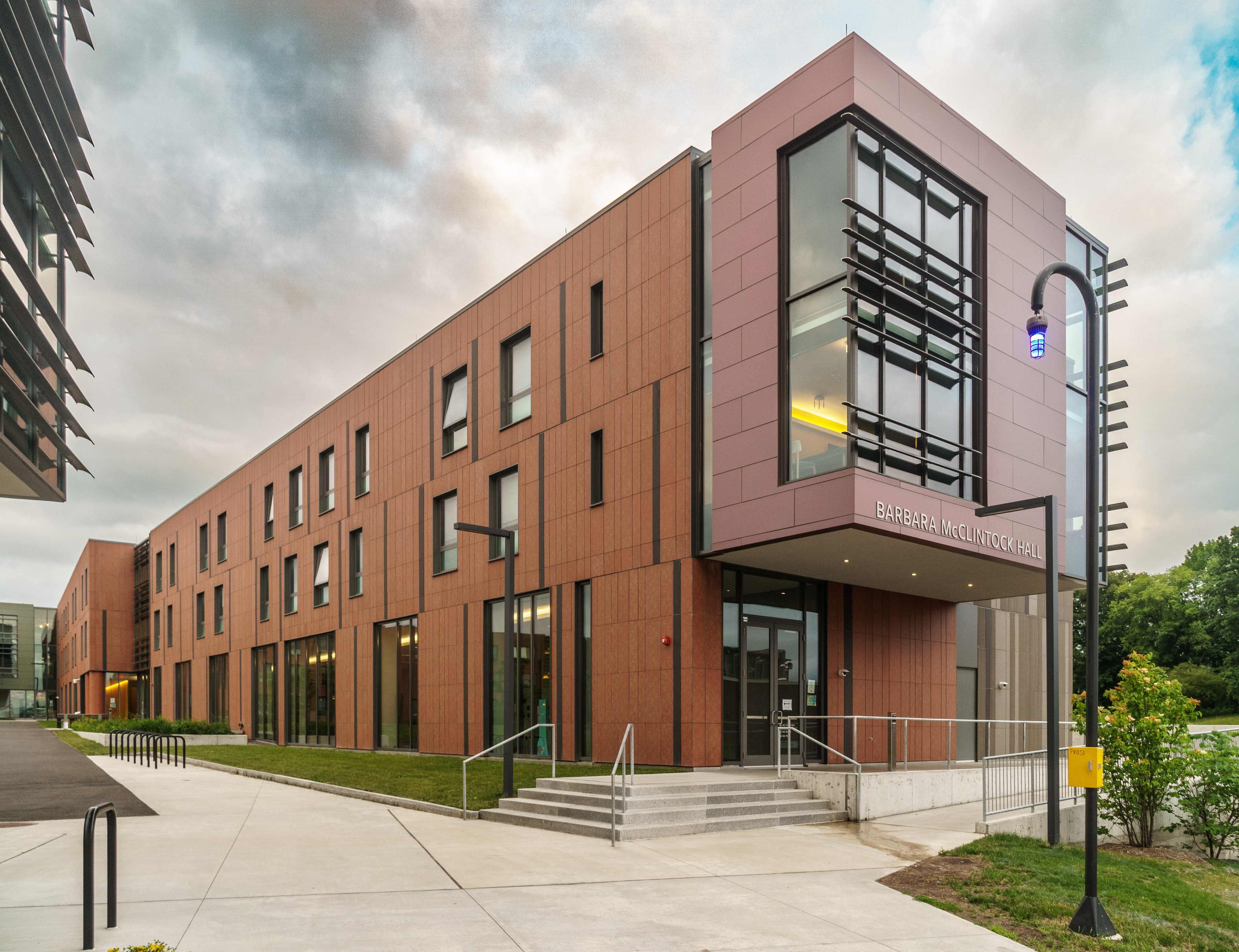
코넬 대학교에 있는 바버라 매클린톡 홀

매클린톡은 물리학자 에블린 폭스 켈러가 1983년에 쓴 전기 "유기체에 대한 감각"의 주제였다. 켈러는 매클린톡이 자신의 분야에서 외부인이라고 느꼈기 때문에(부분적으로는 성별 때문에) 지배적인 관점과는 다른 관점에서 과학적 대상을 바라볼 수 있었고, 이는 여러 중요한 통찰력으로 이어졌다고 주장했다. 켈러는 이것이 어떻게 많은 동료들이 매클린톡의 아이디어를 거부하고 수년 동안 그의 능력을 폄훼하게 만들었는지 보여줬다. 예를 들어 매클린톡이 옥수수의 유전학이 멘델 유전 법칙에 따르지 않는다는 연구 결과를 발표했을 때, 유전학자 시월 라이트는 그녀가 자신의 연구의 기초가 되는 수학을 이해하지 못한다고 믿음을 표현했는데, 그는 당시 다른 여성들에게도 이와 같은 믿음을 표현한 적이 있었다. 또한, 유전학자 로테 아우어바흐는 조슈아 레더버그가 매클린톡의 연구실을 방문하고 돌아와 "젠장, 그 여자는 미쳤거나 천재야."라고 말했다고 회상했다. 아우어바흐가 회상하듯이, 매클린톡은 "그들의 오만함 때문에" 레더버그와 그의 동료들을 30분 만에 쫓아냈다고 한다. "그녀는 오만함을 용납하지 않았다... 그녀는 홀로 사막을 건넜는데 아무도 자신을 따라오지 않았다고 느꼈다"
2001년, 과학사학자 내서니얼 C. 컴포트의 두 번째 전기 "얽힌 분야: 바버라 매클린톡의 유전 제어 패턴 탐색"은 이러한 서술에 이의를 제기했다. 컴포트의 전기는 매클린톡이 다른 과학자들에 의해 소외되었다는 주장을 반박하며, 이를 "매클린톡 신화"라고 부르고 매클린톡 자신뿐만 아니라 켈러의 이전 전기에서도 영속화되었다고 주장한다. 그러나 컴포트는 매클린톡이 성별 때문에 차별받지 않았다고 주장하며, 그녀의 경력 초기부터 동료들로부터 존경받았다는 것을 인용한다.
최근 여성 과학자들에 대한 많은 전기 작품들은 매클린톡의 작업과 경험에 대한 이야기를 담고 있다. 그는 에디스 호프 파인(Edith Hope Fine)의 《바버라 매클린톡, 노벨상 유전학자》, 데보라 헤일리그만(Deborah Heiligman)의 《바버라 매클린톡: 그녀의 분야에서 홀로》, 메리 키트리지(Mary Kittredge)의 《바버라 매클린톡》과 같은 아동 문학 작품에서 소녀들을 위한 롤모델로 제시되고 있다. 나오미 파사초프(Naomi Pasachoff)의 젊은 성인들을 위한 최근 전기 《바버라 매클린톡, 유전학의 천재》는 현재 문헌을 바탕으로 새로운 관점을 제공한다. 바버라 매클린톡의 삶과 업적에 대한 가장 최근의 전기는 리 B. 캐스(Lee B. Kass)에 의해 출판되었고 2024년 6월에 발행되었다(Kass 2024).
2005년 5월 4일, 미국 우정청은 "미국 과학자들" 기념 우표 시리즈를 발행했는데 이 시리즈는 바버라 매클린톡, 존 폰 노이만, 조사이어 윌러드 기브스, 리처드 파인만을 포함한 4개의 37센트 자체 접착식 우표로 구성되어 있다. 매클린톡은 1989년에 스웨덴에서 발행된 4종 우표에도 실렸는데, 이는 8명의 노벨상 수상 유전학자들의 업적을 보여주는 것이었다. 콜드스프링하버 연구소의 한 실험동은 그녀의 이름을 따서 명명되었다. 베를린의 새로운 "아들러스호프 개발 사회" 과학 공원에도 그의 이름을 딴 거리가 생겼다.
2022년 코넬 대학교의 103,835 평방 피트 규모의 기숙사 건물이 매클린톡의 이름을 따서 명명되었다.
매클린톡의 성격과 과학적 업적 중 일부는 제프리 유제니데스의 2011년 소설 결혼이라는 소설에서 언급되었는데, 이 소설은 양극성 장애를 앓는 효모 유전학자 레너드의 이야기를 다룬다. 그는 콜드스프링하버를 느슨하게 기반으로 한 실험실에서 일한다. 매클린톡을 연상시키는 인물은 가상의 실험실에서 은둔형 유전학자로, 그의 실제 인물과 같은 발견을 한다.
주디스 프랫은 매클린톡에 대한 연극 "MAIZE"를 썼는데, 2015년 시카고의 Artemesia Theatre에서 낭독되었고, 2018년 2월-3월에 코넬 대학교가 있는 뉴욕 이타카에서 상연되었다.

## 주요 출판물
- McClintock, B. (1929). 《A Cytological and Genetical Study of Triploid Maize》. 《Genetics》 14. 180–222쪽. doi:10.1093/genetics/14.2.180. PMC 1201029. PMID 17246573.
- Creighton, H. B.; McClintock, B. (1931). 《A Correlation of Cytological and Genetical Crossing-Over in Zea Mays》. 《Proceedings of the National Academy of Sciences of the United States of America》 17. 492–497쪽. Bibcode:1931PNAS...17..492C. doi:10.1073/pnas.17.8.492. PMC 1076098. PMID 16587654.
- McClintock, B. (1931). 《The Order of the Genes C, Sh and Wx in Zea Mays with Reference to a Cytologically Known Point in the Chromosome》. 《Proceedings of the National Academy of Sciences of the United States of America》 17. 485–491쪽. Bibcode:1931PNAS...17..485M. doi:10.1073/pnas.17.8.485. PMC 1076097. PMID 16587653.
- McClintock, B. (1941). 《The Stability of Broken Ends of Chromosomes in Zea Mays》. 《Genetics》 26. 234–282쪽. doi:10.1093/genetics/26.2.234. PMC 1209127. PMID 17247004.
- McClintock, B. (1945). 《Neurospora. I. Preliminary Observations of the Chromosomes of Neurospora crassa》. 《American Journal of Botany》 32. 671–678쪽. doi:10.2307/2437624. JSTOR 2437624.
- McClintock, B. (1950). 《The origin and behavior of mutable loci in maize》. 《Proceedings of the National Academy of Sciences of the United States of America》 36. 344–355쪽. Bibcode:1950PNAS...36..344M. doi:10.1073/pnas.36.6.344. PMC 1063197. PMID 15430309.
- McClintock, B. (1953). 《Induction of Instability at Selected Loci in Maize》. 《Genetics》 38. 579–599쪽. doi:10.1093/genetics/38.6.579. PMC 1209627. PMID 17247459.
- McClintock, B. (1961). 《Some Parallels Between Gene Control Systems in Maize and in Bacteria》. 《The American Naturalist》 95. 265–277쪽. Bibcode:1961ANat...95..265M. doi:10.1086/282188. S2CID 56345866.
- McClintock, B.; Kato Yamakake, T.A.; Blumenschein, A. (1981). 《Chromosome constitution of races of maize: Its significance in the interpretation of relationships between races and varieties in the Americas》. Chapingo, Mexico: Escuela de Nacional de Agricultura, Colegio de Postgraduados. OCLC 9181898.
- McClintock, B. (1984). 《The Significance of Responses of the Genome to Challenge》. 《Science》 226. 792–801쪽. Bibcode:1984Sci...226..792M. doi:10.1126/science.15739260. PMID 15739260.

## 같이 보기
- 과학의 여성 연대표

## 참고 자료
- “벤자민 프랭클린 과학 공로 메달 수상자”, 《Amphilsoc.org》 (미국철학학회), 2011년 11월 27일에 확인함
- “베를린 지도 발췌본”, 《Berliner-stadtplan.com》 (Pharos Plans), 2010년 3월 18일에 확인함
- Kass, Lee B.; Bonneuil, Christophe (2004), 〈Mapping and seeing: Barbara McClintock and the linking of genetics and cytology in maize genetics, 1928–1935〉,   Rheinberger, Hans-Jörg; Gaudilliere, Jean-Paul, 《Classical Genetic Research and its Legacy: The Mapping Cultures of 20th Century Genetics》, London: Routledge, 91–118쪽
- Kass, Lee B.; Bonneuil, Christophe; Coe, Edward H. Jr. (April 2005), “Cornfests, cornfabs and cooperation: The origins and beginnings of the Maize Genetics Cooperation News Letter”, 《Genetics》 169 (4): 1787–1797, doi:10.1093/genetics/169.4.1787, PMC 1449575, PMID 15879515
- Boyer, David (2001년 3월 11일), “Neighborhood Report: Flatbush; Grads Hail Erasmus as It Enters a Fourth Century”, 《The New York Times》, 2012년 11월 12일에 확인함
- Coe, Edward; Kass, Lee B. (2005), “Proof of physical exchange of genes on the chromosomes”, 《Proceedings of the National Academy of Sciences》 102 (19): 6641–6656, Bibcode:2005PNAS..102.6641C, doi:10.1073/pnas.0407340102, PMC 1100733, PMID 15867161
- “바버라 매클린톡 (1902–1992): 전기”, 《디지털 아카이브》 (콜드스프링하버 연구소), 2013년 1월 5일에 확인함
- Comfort, Nathaniel C. (2001), 《얽힌 분야》, 매사추세츠주 케임브리지: 하버드 대학교 출판부, ISBN 978-0-674-00456-6
- Comfort, Nathaniel C. (January 2002), “Barbara McClintock's long postdoc years”, 《Science》 295 (5554): 440, doi:10.1126/science.295.5554.440a, PMID 11799999, S2CID 40858993
- Comfort, Nathaniel C. (1999), “"The real point is control": The reception of Barbara McClintock's controlling elements”, 《Journal of the History of Biology》 32 (1): 133–162, doi:10.1023/A:1004468625863, PMID 11623812, S2CID 2918489
- Creighton, Harriet B.; McClintock, Barbara (1931), “A Correlation of Cytological and Genetical Crossing-Over in Zea Mays”, 《Proceedings of the National Academy of Sciences》 17 (8): 492–497, Bibcode:1931PNAS...17..492C, doi:10.1073/pnas.17.8.492, PMC 1076098, PMID 16587654
- “일화 – #25”, 《에스더 M. 치머 레더버그 추모 웹사이트》, 2012년 1월 3일에 확인함
- Fedoroff, Nina (1995), “Barbara McClintock”, 《전기 회고록 V.68》 (워싱턴 D.C.: 국립 연구 위원회/국립 아카데미 출판부), 211–236쪽, doi:10.17226/4990, ISBN 978-0-309-05239-9
- Fedoroff, N. V. (1994). 《Barbara McClintock. 16 June 1902-2 September 1992》. 《왕립학회 회원 전기 회고록》 40. 1–10쪽. doi:10.1098/rsbm.1994.0039. PMC 1205761. PMID 8138147.
- Goodier, John L.; Kazazian, Haig H. (2008), “Retrotransposons Revisited: The Restraint and Rehabilitation of Parasites”, 《Cell》 135 (1): 23–35, doi:10.1016/j.cell.2008.09.022, PMID 18854152, S2CID 3093360
- Green, M. M. (1959년 5월 4일), “Non-Homologous Pairing and Crossing-Over in Drosophila melanogaster”, 《Genetics》 44 (6): 1243–56, doi:10.1093/genetics/44.6.1243, PMC 1224430, PMID 17247890
- Jin, W.Z.; Duan, R.J.; Zhang, F.; Chen, S.Y.; Wu, Y.R.; Wu, P. (November 2003), “Application of Ac/Ds transposon system to generate marker gene free transgenic plants in rice”, 《Chinese Journal of Biotechnology》 19 (6): 668–673, PMID 15971577
- Kass, Lee B.; Provine, William Ball (1997), “Genetics in the roaring 20s: The influence of Cornell's professors and curriculum on Barbara McClintock's development as a cytogeneticist”, 《American Journal of Botany》 84 (6, Supplement): 123
- Kass, Lee B. (2000), “Barbara McClintock: Botanist, cytologist, geneticist. Symposium Botany in the Age of Mendel, Abstract #193”, 《American Journal of Botany》 87 (6): 64, JSTOR 2656784
- Kass, Lee B. (2003), “Records and recollections: A new look at Barbara McClintock, Nobel Prize-winning geneticist”, 《Genetics》 164 (4): 1251–1260, doi:10.1093/genetics/164.4.1251, PMC 1462672, PMID 12930736
- Kass, Lee B. (December 2005a), “Harriet Creighton: Proud botanist”, 《Plant Science Bulletin》 51 (4): 118–125, 2013년 10월 4일에 원본 문서에서 보존된 문서, 2014년 1월 10일에 확인함
- Kass, Lee B. (February 2007),  Ann Hirsch, 편집., 《Harriet B. Creighton (1909–2004), on Women Pioneers in Plant Biology》, American Society of Plant Biologists
- Kass, Lee B. (2005b), “Missouri compromise: tenure or freedom. New evidence clarifies why Barbara McClintock left Academe”, 《Maize Genetics Cooperation Newsletter》 (79): 52–71
- Keirns, Carla (Spring 1999), “Seeing Patterns: Models, Visual Evidence and Pictorial Communication in the Work of Barbara McClintock”, 《Journal of the History of Biology》 (Springer) 32 (1): 163–196, doi:10.1023/A:1004420726771, JSTOR 4331512, S2CID 83266829
- Keller, Evelyn Fox (1983), 《유기체에 대한 감각》, 뉴욕: W. H. Freeman and Company, ISBN 978-0-7167-1433-0
- Klug, William S.; Cummings, Michael R.; Spencer, Charlotte A.; Palladino, Michael A. (2012), 《Concepts of Genetics》 10판, 보스턴: Pearson, ISBN 978-0-321-72412-0
- Kolata, Gina (1992년 9월 4일), “바버라 매클린톡 박사, 90세, 유전자 연구 선구자 사망”, 《뉴욕 타임스》, 2012년 12월 28일에 확인함
- Kolata, Gina (2012년 2월 13일), “과학자는 허구였지만, 그의 연구는 실제였다”, 《뉴욕 타임스》, 2013년 4월 5일에 확인함
- “동료들: 바버라 매클린톡”, 《에스더 M. 치머 레더버그 추모 웹사이트》, 2013년 3월 2일에 확인함
- “루이자 그로스 호르위츠 생물학 또는 생화학상”, 《cumc.columbia.edu》 (컬럼비아 대학교), 2012년 11월 11일에 확인함
- Lamberts, William J. (February 2000), “매클린톡, 바버라”, 《미국 국립 전기 온라인》 (옥스퍼드 대학교 출판부), 2012년 11월 28일에 확인함
- “코넬에서의 교육 및 연구, 1925–1931”, 《바버라 매클린톡 문서》, 과학 인물 (국립 의학 도서관), 2011년 6월 11일에 원본 문서에서 보존된 문서, 2012년 12월 28일에 확인함
- “분열-융합-교차 주기: 미주리 대학교, 1936–1941”, 《바버라 매클린톡 문서》, 과학 인물 (국립 의학 도서관), 2011년 6월 11일에 원본 문서에서 보존된 문서, 2012년 11월 12일에 확인함
- “제어 요소: 콜드스프링하버, 1942–1967”, 《바버라 매클린톡 문서》, 과학 인물 (국립 의학 도서관), 2013년 4월 3일에 원본 문서에서 보존된 문서, 2013년 3월 2일에 확인함
- “남아메리카 옥수수 기원 찾기, 1957–1981”, 《바버라 매클린톡 문서》, 과학 인물 (국립 의학 도서관), 2011년 6월 11일에 원본 문서에서 보존된 문서, 2013년 2월 19일에 확인함
- McClintock, Barbara (1983), 《짧은 전기적 기록: 바버라 매클린톡》, 노벨 재단, 2012년 12월 28일에 확인함
- McClintock, Barbara (1931), “The order of the genes C, Sh, and Wx in Zea Mays with reference to a cytologically known point in the chromosome”, 《Proceedings of the National Academy of Sciences》 17 (8): 485–91, Bibcode:1931PNAS...17..485M, doi:10.1073/pnas.17.8.485, PMC 1076097, PMID 16587653
- McClintock, Barbara (1934), “The relation of a particular chromosomal element to the development of the nucleoli in Zea mays”, 《Zeitschrift für Zellforschung und Mikroskopische Anatomie》 21 (2): 294–328, doi:10.1007/BF00374060, S2CID 24921807
- McClintock, Barbara (March 1941), “The Stability of Broken Ends of Chromosomes in Zea Mays”, 《Genetics》 26 (2): 234–82, doi:10.1093/genetics/26.2.234, PMC 1209127, PMID 17247004
- McClintock, Barbara (1940년 9월 16일), 《Letter from Barbara McClintock to Charles R. Burnham》 (PDF), 2004년 3월 19일에 원본 문서 (PDF)에서 보존된 문서
- McClintock, Barbara (1945), “Neurospora: preliminary observations of the chromosomes of Neurospora crassa”, 《American Journal of Botany》 32 (10): 671–78, doi:10.2307/2437624, JSTOR 2437624
- McClintock, Barbara (1950), “The origin and behavior of mutable loci in maize”, 《Proceedings of the National Academy of Sciences》 36 (6): 344–55, Bibcode:1950PNAS...36..344M, doi:10.1073/pnas.36.6.344, PMC 1063197, PMID 15430309
- McClintock, Barbara (1987),  Moore, John A., 편집., 《The discovery and characterization of transposable elements: the collected papers of Barbara McClintock》, 뉴욕: Garland Pub., ISBN 978-0-8240-1391-2
- McClintock, Barbara (1953), “Induction of instability at selected loci in maize”, 《Genetics》 38 (6): 579–99, doi:10.1093/genetics/38.6.579, PMC 1209627, PMID 17247459
- McClintock, Barbara (1973), 《Letter from Barbara McClintock to Maize geneticist Oliver Nelson》, 2011년 6월 11일에 원본 문서에서 보존된 문서
- McClintock, Barbara (1961), “Some parallels between gene control systems in maize and in bacteria”, 《American Naturalist》 95 (884): 265–77, Bibcode:1961ANat...95..265M, doi:10.1086/282188, S2CID 56345866
- “바버라 매클린톡”, 《회원》 (미국국립과학원), 2005, 2012년 11월 28일에 원본 문서에서 보존된 문서
- “1970 국가 과학 메달”, 《수상자》 (국립 과학 기술 메달 재단), 2009, 2012년 9월 11일에 원본 문서에서 보존된 문서, 2012년 12월 28일에 확인함
- “노벨 생리학·의학상에 관한 사실”, 《Nobelprize.org》 (노벨 미디어 AB), 2010년 7월 25일에 원본 문서에서 보존된 문서, 2010년 7월 12일에 확인함
- “1983년 노벨 생리학·의학상”, 《Nobelprize.org》 (노벨 미디어 AB), 2010년 7월 6일에 원본 문서에서 보존된 문서, 2010년 7월 8일에 확인함
- Pasachoff, Naomi (2006), 《바버라 매클린톡, 유전학의 천재》, Enslow Publishers, Inc., ISBN 978-0-7660-2505-9
- Pray, Leslie (2008), “트랜스포존: 점프하는 유전자”, 《Nature Education》 (Nature Publishing Group) 1 (1)
- Pray, Leslie; Zhaurova, Kira (2008), “바버라 매클린톡과 점핑 유전자(트랜스포존)의 발견”, 《Nature Education》 (Nature Publishing Group) 1 (1)
- Rhoades, Marcus M., 《M. M. 로즈의 눈으로 본 코넬의 옥수수 유전학 황금 시대》 (PDF), 2004년 11월 8일에 원본 문서 (PDF)에서 보존된 문서
- Selvarajah S, Yoshimoto M, Park PC, Maire G, Paderova J, Bayani J, Lim G, Al-Romaih K, Squire JA, Zielenska M (December 2006), “The breakage-fusion-bridge (BFB) cycle as a mechanism for generating genetic heterogeneity in osteosarcoma”, 《Chromosoma》, 6 115 (6): 459–467, doi:10.1007/s00412-006-0074-4, PMID 16897100, S2CID 12403557
- “유전학자 B. 매클린톡 사망; 노벨상 수상자”, 《워싱턴 포스트》, 1992년 9월 4일, 2014년 10월 11일에 원본 문서에서 보존된 문서, 2012년 12월 28일에 확인함

### 문서 보관소 및 연구 컬렉션
- 바버라 매클린톡 문서 – 과학 인물, 국립 의학 도서관.
- 바버라 매클린톡 문서, 1927–1991 미국철학학회